# イェジー・グロトフスキ

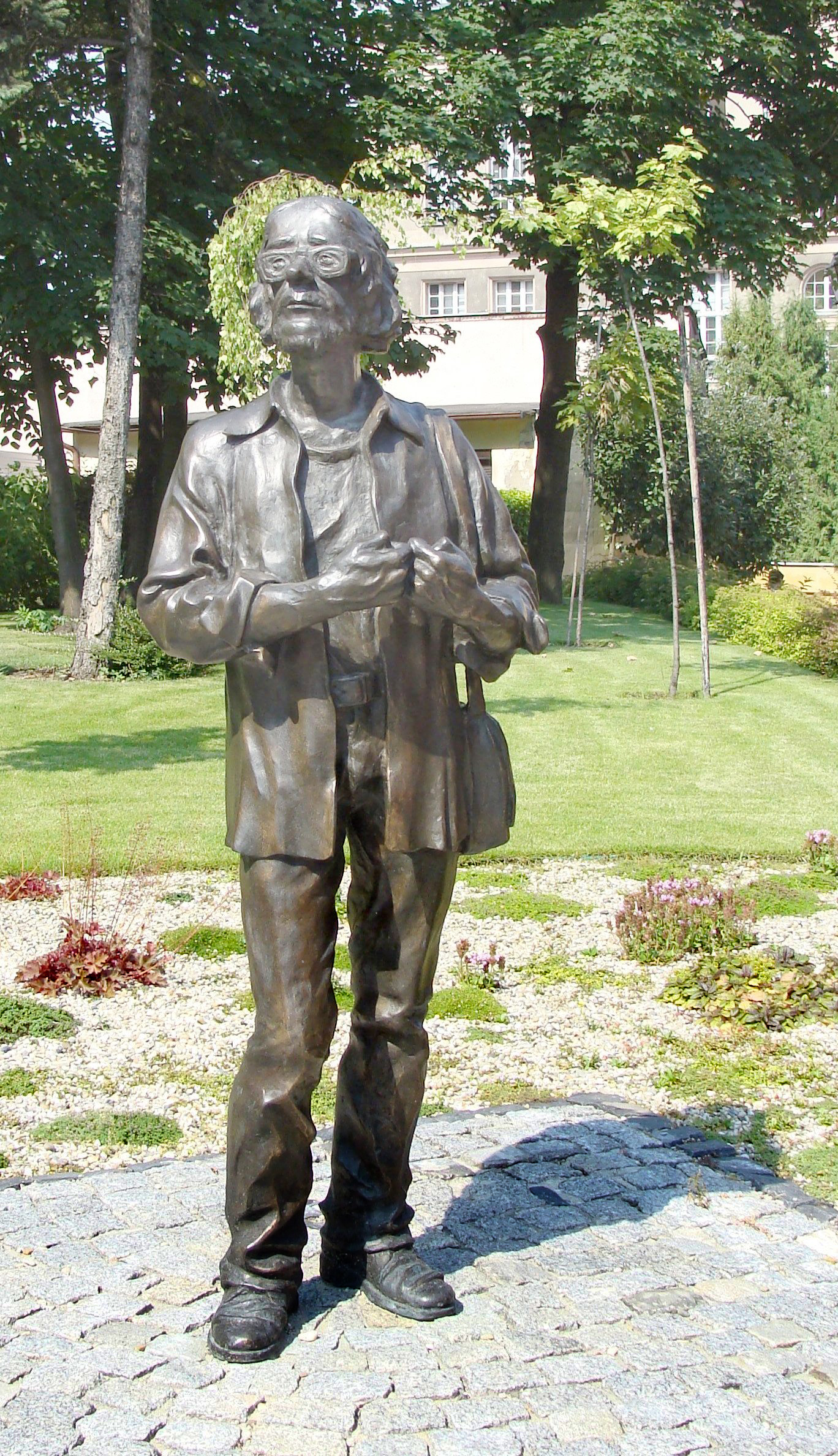
イェジー・グロトフスキ

イェジー・マリアン・グロトフスキ（ポーランド語: Jerzy Marian Grotowski, 1933年8月11日 - 1999年1月14日）は、ポーランドの演出家。「貧しい演劇」を提唱、簡素で禁欲的な空間と徹底した訓練による俳優の肉体を重視する。
ジェシュフに生まれ、クラクフの国立演劇大学俳優学科(1955)および監督学科(1960)を卒業。また、その間モスクワにも留学する。1959年、実験劇場(Teatr Laboratorium)を創設。実験劇場は、1959年から1960年の間オポーレで活動し、その後ヴロツワフに移る(1965年 - 1984年)。1984年に劇団を解散してアメリカ合衆国に移住。1985年からはイタリアを拠点に活動を続けていた。その間、様々な大学で教鞭もとる。

## 著作
持たざる演劇めざして (Towards a Poor Theatre) イェジュイ・グロトフスキ〔著〕 大島勉〔訳〕 出版：東京: テアトロ, 1971